# 藤堂高行
藤堂 高行（とうどう たかゆき）は、江戸時代後期の伊勢国久居藩の世嗣。官位は左京亮。

## 略歴
15代藩主・藤堂高聴の次男として誕生。
兄・高茂が早世したため嫡子となる。父の跡を継いで16代藩主になる予定であったが、家督相続前の安政6年（1859年）に早世した。代わって、一族から藤堂高邦が養子に迎えられ嫡子となった。

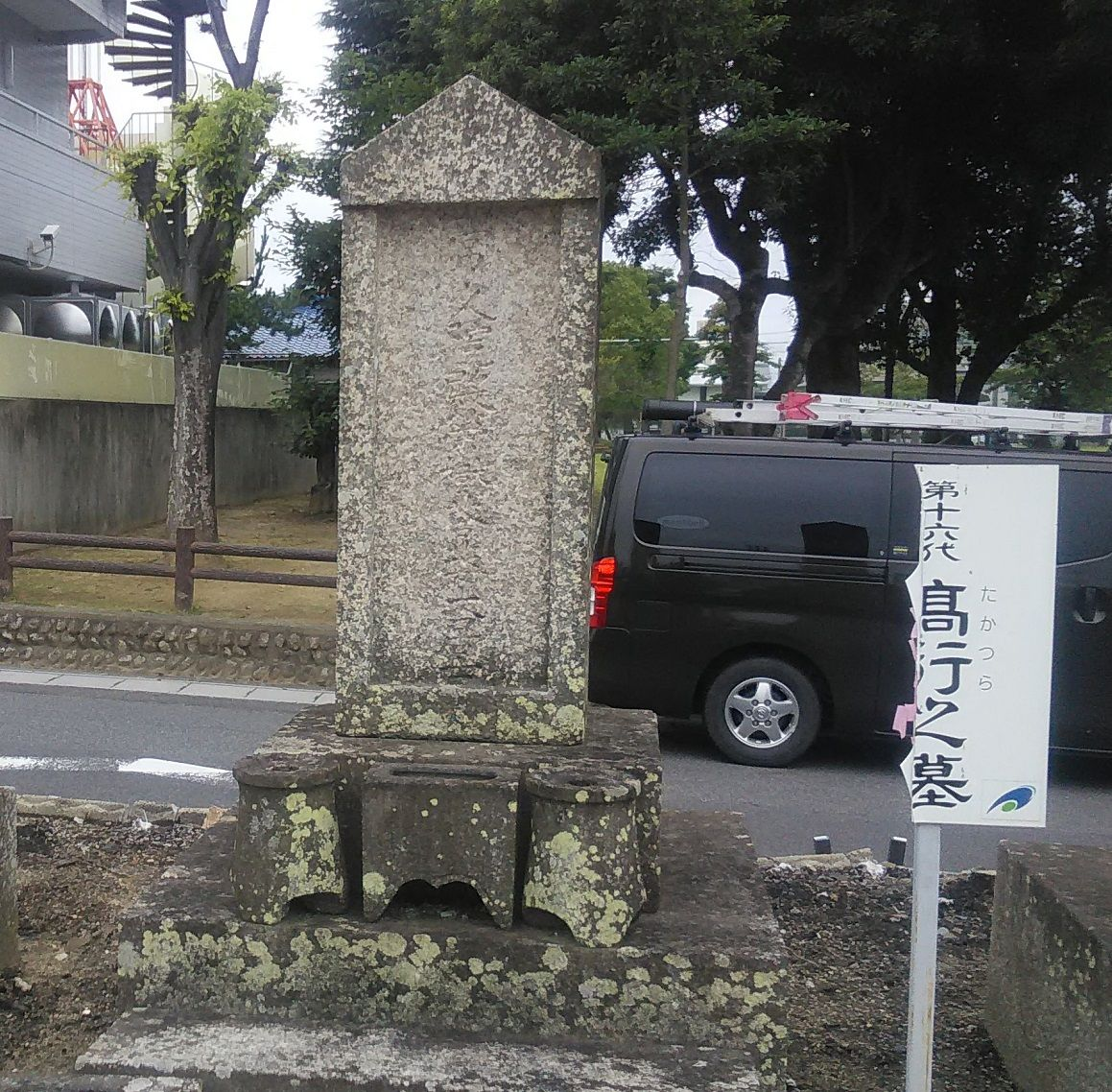
藤堂高行の墓(津市寒松院)

なお、没年に関しては『久居市史』によると、高行は文久3年（1863年）まで存命で、8月に死んだ父・高聴の後を追うように10月18日に没したと伝わる。